# Gilbert Blythe
Gilbert Blythe é um personagem da saga de romances Anne de Green Gables, da autora canadense Lucy Maud Montgomery.

## Descrição do personagem
Gilbert é descrito nos livros como um jovem muito bonito, com cabelos castanhos cacheados e olhos castanhos. Ele é alto, com um porte esguio e costumava usar um boné de pescador grego.
Na sua juventude, ele aparenta ser ciente de sua aparência atraente e sua popularidade com as garotas; talvez por este motivo, ocasionalmente ele tende a olhá-las de cima a baixo, fazendo-as corar. No entanto, a rejeição de suas afeições pela epônima Anne Shirley parece torná-lo mais centrado, logo ele amadurece e é querido por muitos. Ao longo da série, Gilbert é retratado como um homem justo, prático e confiável, que tende a ter uma perspectiva fundamentada no "bom senso". Extremamente inteligente, ele tem uma mente aguçada e um grande senso de humor.
Conforme Gilbert amadurece, ele se torna menos obstinado e passa a demonstrar um senso de paciência e devoção. Eventualmente ele se torna um médico altamente respeitado na cidade fictícia de Glen St. Mary, na Ilha do Príncipe Eduardo, onde vive com sua esposa Anne, seus filhos e a governanta solteirona da família, Susan. Ele é um homem prático e descontraído, que proporciona estabilidade à mente inquieta de Anne.

## Visão geral da saga
Gilbert Blythe demonstra um interesse imediato por Anne em seu primeiro encontro e tenta chamar sua atenção; no entanto, quando Anne o ignora, ele a provoca ao chamá-la de "Cenoura" por causa de seu cabelo ruivo, sem inconsciente de sua sensibilidade em relação a isso. Como reação, Anne, enfurecida, quebra sua lousa sobre a cabeça dele e, apesar das tentativas dele de se desculpar, ela se recusa a perdoá-lo por vários anos. Ao longo do primeiro livro, Gilbert frequentemente demonstra admiração por Anne, porém ela o rejeita friamente. Seu rancor por Gilbert persiste mesmo após ele resgatá-la do lago após uma encenação de "Lancelot e Elaine", de Tennyson, que quase terminou em desastre. Quando Anne recusa sua oferta de amizade após o incidente, Gilbert decide responder da mesma maneira e para de tentar chamar sua atenção de forma evidente. Eles desenvolvem uma intensa rivalidade acadêmica (embora a competição seja completamente bem-humorada na parte de Gilbert) e Anne gradualmente reconhece Gilbert como seu igual intelectual; eventualmente, eles competem para conquistar bolsas de estudo na Queen's Academy.
Após seu período de estudo em Queen's, Gilbert decide lecionar na escola Avonlea para financiar sua futura educação universitária. Quando um dos responsáveis de Anne, Matthew, morre de ataque cardíaco, Anne decide desistir da Bolsa de estudos Avery para permanecer em Green Gables e dar suporte à Marilla. Após descobrir a situação de Anne, Gilbert, que sempre a amou, decide abrir mão de seu cargo para que Anne possa lecionar em Avonlea e morar em Green Gables com Marilla. Gilbert passa a lecionar na Escola White Sands e Anne, após tomar conhecimento de seu gesto nobre, finalmente o perdoa.
Durante os dois anos em que Anne ensina na escola  Avonlea, Gilbert e Anne se tornam muito próximos. No final de seu "capítulo de vida" como professores, Anne começa a desenvolver sentimentos mais fortes por ele, porém não os reconhece como amor. Com a intenção de se tornar médico, Gilbert vai estudar no Redmond College, onde Anne se junta a ele, agora livre de obrigações pessoais depois que a viúva Rachel Lynde se muda para Green Gables para fazer companhia a Marilla, em Anne da Ilha.
Enquanto os sentimentos de Gilbert por Anne se tornam cada vez mais evidentes durante seu primeiro ano de faculdade, ela fica desconfortável em sua presença pois acredita que seus sentimentos por Gilbert são completamente platônicos, sendo que ele não corresponde à sua noção idealizada de amor verdadeiro, que requer um herói sombrio, orgulhoso, melancólico e excessivamente romantizado; essencialmente um herói birônico. No entanto, o ciúme de Anne em relação a outros potenciais interesses amorosos de Gilbert, seus momentos de atração física por ele e seu profundo respeito e devoção à amizade que eles têm indicam que ela pode estar se apaixonando por ele sem perceber.
Em seu segundo ano de faculdade, Gilbert pede-a em casamento, mas Anne o recusa, declarando que não o ama "dessa maneira" e que apenas quer continuar a ser sua amiga. Decepcionado, Gilbert declara: "sua amizade não me satisfaz mais, Anne. Eu quero seu amor... e você afirma que nunca o terei". A relação deles se torna tensa, especialmente depois que Anne conhece e é cortejada por seu colega de Redmond, Roy Gardner, um homem que a princípio parece personificar seu "ideal", embora Anne admita para si mesma que Roy não possui certas qualidades e que ela e Roy não compartilham o mesmo senso de humor. Gilbert parece aceitar sua derrota e Anne acredita que ele esteja envolvido com outra aluna, Christine Stuart, que mais tarde é revelada como apenas uma amiga. Em vez disso, ele concentra sua atenção em obter o Prêmio Cooper, uma bolsa de estudos prestigiosa que lhe permitirá cursar medicina.
Pouco depois de sua formatura, Gilbert contrai febre tifoide por ter se exaurido físicamente durante seus estudos. Anne, que recentemente recusou uma proposta de casamento de Roy Gardner após perceber que não o ama, fica chocada ao descobrir que Gilbert pode morrer. Ela percebe que o ama e sempre o amou; que "ela pertencia a ele e ele a ela," e finalmente reconhece que havia confundido seu "vínculo" com Gilbert como uma forte amizade ao invés de amor, enquanto seu relacionamento com Roy era apenas uma "lisonjeira ilusão". Gilbert também admite que nunca amou Christine Stuart; ela já estava noiva e haviam pedido a ele que cuidasse dela enquanto ela frequentasse a faculdade.
Gilbert se recupera de sua enfermidade e retoma sua amizade com Anne após descobrir que ela rejeitou Roy Gardner. Ele a pede em casamento novamente e desta vez ela aceita. No entanto, sendo que Gilbert pretende terminar seu curso de medicina antes de se casar com ela, eles permanecem noivos por três anos. Eles se correspondem regularmente durante o período em que estão separados (Anne de Windy Poplars), enquanto Anne atua como diretora na Summerside High School.
Os dois se casam na Casa dos Sonhos de Anne e se mudam para a cidade de Glen St. Mary, onde Gilbert assume o consultório médico de seu tio e se mostra um médico excelente e respeitado. O casal leva uma vida conjugal muito feliz e têm sete filhos: Joyce (também chamada Joy; que falece ainda bebê), James Matthew (Jem), Walter Cuthbert (que morre durante a Primeira Guerra Mundial), Anne e Diana (gêmeas; também chamadas Nan e Di), Shirley (o menino caçula) e Bertha Marilla (chamada Rilla).
Ainda durante a vida de Montgomery, a série chega ao fim em 1919 e Anne e Gilbert estão felizes. Aos 55 anos, Gilbert continua sinceramente apaixonado por Anne de Green Gables. Pouco antes de falecer, em 1942, Montgomery subsequentemente enviou a coletânea de contos Os Contos dos Blythes para seu editor, embora ela não tenha sido publicada até o século XXI. Nesta coleção, na qual a família Blythe aparece frequentemente como personagens secundários, a série se estende até o início da década de 1940. Ainda morando em Glen St. Mary, Gilbert e Anne são avós de ao menos cinco crianças, vários dos quais partem para lutar na Segunda Guerra Mundial.

## Adaptações na mídia
Na adaptação cinematográfica de 1919, Gilbert foi interpretado pelo ator Paul Kelly. No filme de 1934, Gilbert foi representado por Tom Brown. Já na sequência de 1940, Anne of Windy Poplars, o papel do personagem foi representado por Patric Knowles. Na adaptação televisiva da BBC de 1972, o jovem Gilbert foi interpretado por Robin Halstead, enquanto na sua continuação, Anne of Avonlea, Christopher Blake assumiu o papel de sua versão adulta.
Nas adaptações cinematográficas da CBC Television de 1985, 1987 e 2000, Gilbert Blythe é representado pelo ator Jonathan Crombie. Na adaptação japonesa de anime de Anne of Green Gables de 1979, a voz do personagem é dublada por Kazuhiko Inoue. A gravação em CD do musical, que permaneceu em cartaz por mais de 40 anos no Festival de Charlottetown e foca no relacionamento de Anne e Gilbert, apresenta Andrew MacBean no papel de Gilbert. O personagem foi interpretado por Drew Haytaoglu no filme Anne of Green Gables, de LM Montgomery, de 2016; por Lucas Jade Zumann na série Anne with an E de 2017 da CBC e Netflix ; e também  por Dylan Duff na peça/filme Anne of Green Gables de 2019. 